# Bélos (Tyr)
Pour les articles homonymes, voir Bélus.
Dans la mythologie grecque et romaine, Bélos, roi de Tyr en Phénicie, est le père de Didon et Pygmalion. Il meurt tôt et laisse le trône à son jeune fils Pygmalion. Par ambition, celui-ci tue Sychée, le mari de sa sœur Didon pour s'approprier le trône et ses richesses. Didon s'exile et part fonder Carthage.
Dans l’Énéide, lorsque Vénus vient tenter de comprendre les desseins de Jupiter, elle fait allusion aux Romains, que la tradition fait descendre de la population des Troyens par Énée : Virgile le rappelle quand Vénus parle de Teucros, fils de Télamon et d'Hésione, ; puis encore lorsque Didon explique à Énée que Teucros est venu à Tyr au retour des armées du roi Bélos, pour le compte de qui Teucros a combattu lors de ses conquêtes de l'île de Chypre, où il installa Teucros sur un trône.

## Sources
- Servius, Commentaire à l'Énéide [détail des éditions] [(la) lire en ligne] (I, 621 et 642)
- Virgile, Énéide [détail des éditions] [lire en ligne] (I, 621 et suiv.)